# Semioptila lydia
Semioptila lydia is een vlinder uit de familie Himantopteridae. De wetenschappelijke naam van deze soort is voor het eerst geldig gepubliceerd in 1908 door Weymer.
De soort komt voor in tropisch Afrika.